# خلية جسدية

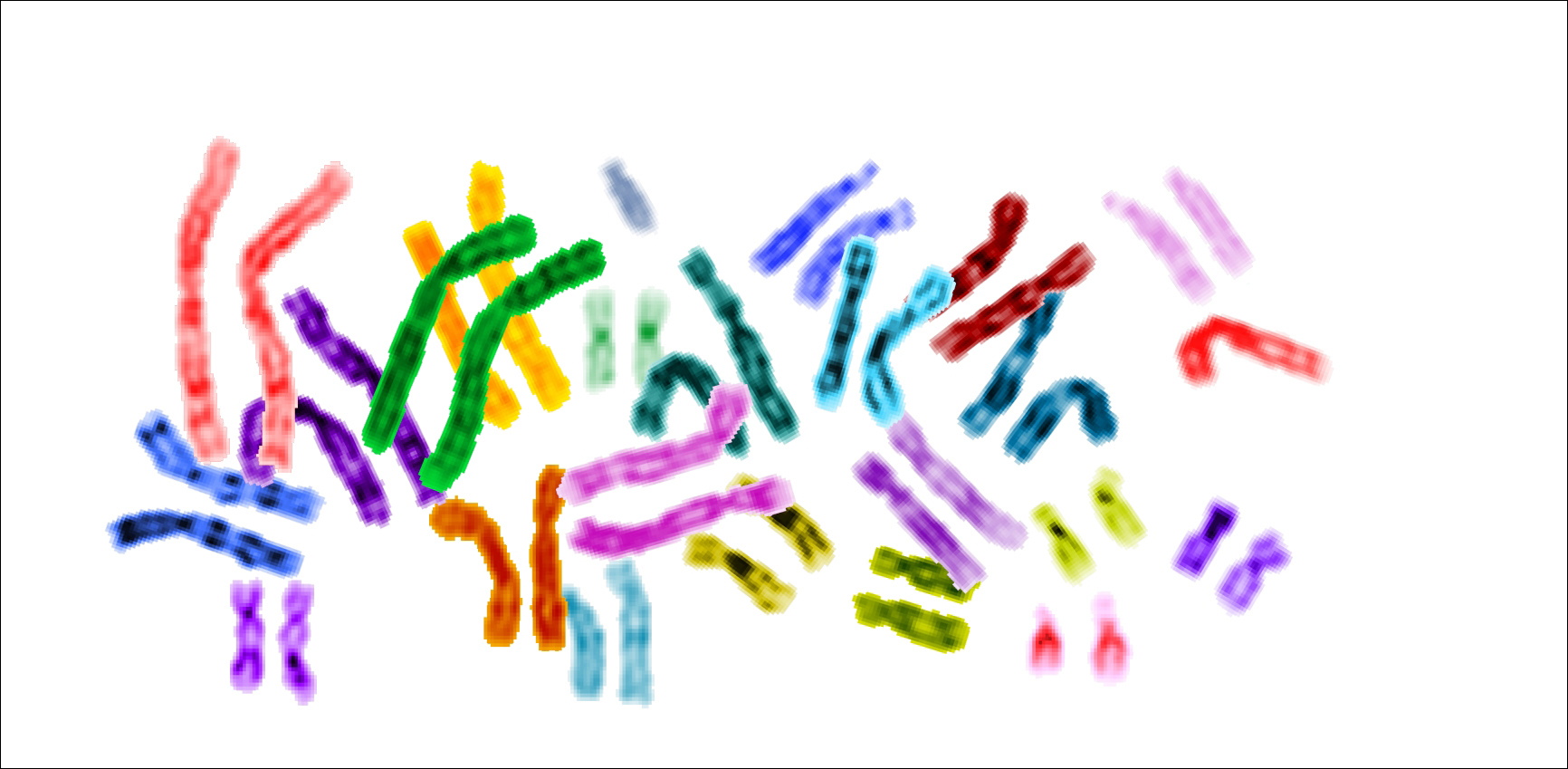

الخلايا الجسدية (بالإنجليزية: somatic cell)‏ هي أية خلية نباتية أو حيوانية عدا الخلية الجنسية أو الجرثومية أو عرسية. وهي الخلايا التي تشكل جسم الكائن الحي. من الخلايا الجسدية تشمل جميع خلايا الجسم ما عدا الأمشاج. وعند حدوث طفرات في الخلايا الجسدية فإنها لا تنتقل إلى الأبناء، والعلاج يكون محصور بالشخص المصاب على عكس الطفرات في الخلايا الجنسية.